# Haliclona tenuisigma
Haliclona tenuisigma är en svampdjursart som först beskrevs av Sarà och Siribelli 1960.  Haliclona tenuisigma ingår i släktet Haliclona och familjen Chalinidae. Inga underarter finns listade i Catalogue of Life.